# Jorge de Cascante
Jorge de Cascante (Madrid, 6 de julio de 1983) es un escritor, antólogo, editor y traductor español. Es autor de los libros de relatos Detrás de ti en el Museo del Traje (El Butano Popular, 2013), Hace tiempo que vengo al taller y no sé a lo que vengo (Blackie Books, 2019) y Una ciudad entera bañada en sangre humana (Blackie Books, 2022).

## Obra

### Como escritor
- Detrás de ti en el Museo del Traje. El Butano Popular. 2013. ISBN 9788494201714.
- Hace tiempo que vengo al taller y no sé a lo que vengo. Blackie Books. 2019. ISBN 9788417552190.
- Jorge de Cascante;  Alba G. Mora (2022). Chamberí. Paloma Ediciones.
- Una ciudad entera bañada en sangre humana. Blackie Books. 2022. ISBN 9788418733994.

### Como traductor
- Dan Marshall (2018). Arde tu casa. Blackie Books. ISBN 9788417059651.
- Ben Brooks (2018). Dasha. Blackie Books. ISBN 9788417059781.
- David Sedaris (2020). Calypso. Blackie Books. ISBN 9788417552954.
- James Flora (2020). Cuentos de fantasmas del abuelo. Blackie Books. ISBN 9788417552732.
- David Sedaris (2024). Estoy bien. Blackie Books. ISBN 9788410025141.

### Como antólogo
- Jorge de Cascante, ed. (2018). El Gran Libro de los Perros: Los mejores relatos, ensayos y poemas de la literatura canina universal. Blackie Books. ISBN 9788417059576.
- Miguel Gila (2019).  Jorge de Cascante, ed. El libro de Gila. Blackie Books. ISBN 9788417552299.
- Gloria Fuertes (2020).  Jorge de Cascante, ed. El libro de Gloria Fuertes para niños y niñas. Blackie Books. ISBN 9788417059217.
- Jorge de Cascante, ed. (2021). El Gran Libro de los Gatos: Los mejores relatos, ensayos y poemas de la literatura felina universal. Blackie Books. ISBN 9788417552657.
- Jorge de Cascante, ed. (2021). El Gran Libro de Satán: Los mejores relatos, ensayos y poemas de la literatura maligna universal. Blackie Books. ISBN 9788418187445.
- Fernando Fernán Gómez (2021).  Jorge de Cascante, ed. El libro de Fernando Fernán Gómez. Blackie Books. ISBN 9788418733468.
- Gloria Fuertes (2021).  Jorge de Cascante, ed. El libro de Gloria Fuertes: antología de poemas y vida. Blackie Books. ISBN 9788418733284.
- Ana María Matute (2022).  Jorge de Cascante, ed. El libro de Ana María Matute. Blackie Books. ISBN 9788418187797.